# Willie Madison
Willie Madison (ur. 8 lipca 1990) – amerykański zapaśnik. Zajął ósme miejsce w Pucharze Świata w 2008 roku.
Zawodnik Grace King High School z Metairie i Northern Michigan University, trener.